# Mleczaj moszczobarwny
Mleczaj moszczobarwny (Lactarius musteus Fr.) – gatunek grzybów z rodziny gołąbkowatych (Russulaceae).

## Systematyka i nazewnictwo
Pozycja w klasyfikacji według Index Fungorum: Lactarius, Russulaceae, Russulales, Incertae sedis, Agaricomycetes, Agaricomycotina, Basidiomycota, Fungi.
Synonim naukowy: Lactifluus musteus (Fr.) Kuntze 1891.
Nazwę polską podała Alina Skirgiełło w 1998 r.

## Morfologia
Kapelusz
Wypukły, do lejkowatego, za młodu z podwiniętym brzegiem; białawy do bladoochrowego, niekiedy nieco pręgowany i w plamy; starszy również lekko pręgowany, wilgotny i oślizgły. Do 8 cm średnicy.
Blaszki
Młode – brudnobiałe, później bladokremowe, pod naciskiem przebarwiające się na rdzawoczerwono; dosyć gęste, stare zbiegające się na trzon.
Trzon
Białawoochrowy i zwykle w plamy, na szczycie niekiedy różowy; pusty, mocny.
Miąższ
Białawy, nie zmieniający barwy, o łagodnym smaku i słabym, owocowym zapachu. Mleczko wydziela się przez krótki czas, jest mlecznobiałe, podczas wysychania nieco szarzejące, o łagodnym smaku.
Wysyp zarodników
Kremowy.
Cechy mikroskopowe
Podstawki 40–50 × 8–10 µm. Zarodniki 8–9 × 6–7 µm, owalne, pokryte niskimi brodawkami, z łącznikami tworzącymi siateczkę. Cystydy liczne, na ostrzach blaszek i na ich powierzchni, 70–90 × 6–7 µm, wąskowrzecionowate.

## Występowanie i siedlisko
Znane jest jego występowanie głównie w Europie i azjatyckich terenach w Rosji, podano także jedno miejsce jego występowania w Kanadzie. W Polsce bardzo rzadki i godny ochrony. Znajduje się na listach gatunków zagrożonych w Czechach, Niemczech, Danii, Wielkiej Brytanii, Norwegii.
Naziemny grzyb mykoryzowy. Rośnie tylko pod sosnami, głównie na glebach piaszczystych i na torfowiskach.